# Emma Schmelz
Emma Schmelz (* 5. Juli 1877 in Hannover; † 26. Mai 1930 ebenda) war eine deutsche Kauffrau und Unternehmerin. Das von ihr Anfang des 20. Jahrhunderts begründete Reformhaus Schmelz entwickelte sich bis in die 1970er Jahre zum größten Unternehmen der Lebensreform-Bewegung in Europa.

## Leben und Wirken
Geboren wenige Jahre nach der Ausrufung des Deutschen Kaiserreichs heiratete Emma Schmelz Gerhard Schmelz (* /. Mai 1872 in Hannover; † 23. Februar 1953 ebenda), der in der hannoverschen Lessingstraße einen Großhandel für Südfrüchte betrieb und 1907 in der Dieterichstraße ein kleines Versandhaus angeschlossen hatte.
Während des Ersten Weltkriegs eröffnete Emma Schmelz in der Osterstraße das Reformhaus Hannover – Emma Schmelz, mit dem sie während der Kriegsjahre gesunde Kost wie beispielsweise Pilze, Rabenhorster Traubensaft, Produkte der Marke Eden oder Achimer Brot anbot.
Zur Zeit der Weimarer Republik übernahm Emma Schmelz die hannoversche Alleinvertretung für Mieder und Schuhe der Marke Thalysia. 1927 kaufte sie das damalige Gebäude Osterstraße 84 und eröffnete dort, nach einem Umbau, einen modernen Verkaufsladen nach Plänen von Professor Walter Wickop.
Nach dem Tode der Unternehmensgründerin übernahmen ihre Tochter Helene und deren 1927 in das Geschäft eingetretener Ehemann Franz Thiemann das Reformhaus Schmelz. Im Jahre 2001 wurden 26 Filialen des Reformhauses in das Reformhaus Bacher integriert.

## Ehrungen
Nach einem Ratsbeschluss vom 9. Dezember 1999 sollen zukünftige Benennungen von Straßen, Wegen, Plätzen und Brücken der niedersächsischen Landeshauptstadt Hannover überwiegend nach Frauen benannt werden, da mit Stand vom August 2011 von den 3486 Örtlichkeiten dieser Art in Hannover bisher nur 157 nach Frauen und 1208 nach Männern benannt wurden. Emma Schmelz wurde als eine von zahlreichen weiteren vorgeschlagen, der eine entsprechende Örtlichkeit gewidmet werden könnte.